# Zorzines acutipapillata
Zorzines acutipapillata là một loài bướm đêm trong họ Noctuidae.